# Platon (Kulbusch)
Płaton, imię świeckie Paul Kulbusch (ur. 13 lipca 1869 w Pootsi, zm. 14 stycznia 1919 w Tartu) – biskup Rosyjskiego Kościoła Prawosławnego. Święty nowomęczennik prawosławny. 

## Życiorys

### Kapłan
Urodził się w rodzinie psalmisty i nauczyciela, pracującego w cerkwi i parafialnej szkole w Arusaare. W 1884 rozpoczął naukę w seminarium duchownym w Rydze, która trwała sześć lat. Jako najlepszy student w swoim roczniku został skierowany na dalsze studia teologiczne w Petersburskiej Akademii Duchownej. Również tam uzyskiwał wyróżniające się wyniki i w 1894 zdobył dyplom kandydata teologii. 5 grudnia tego samego roku przyjął święcenia kapłańskie jako celibatariusz w soborze Świętych Piotra i Pawła w Petersburgu. Objął równocześnie funkcję proboszcza parafii św. Izydora w Petersburgu – estońskojęzycznej parafii prawosławnej w stolicy Rosji. Parafię tę współtworzył jeszcze jako student akademii. Ks. Pawieł Kulbusch rozpoczął starania na rzecz budowy wolno stojącej świątyni parafialnej oraz organizacji estońskojęzycznej szkoły parafialnej. Sam prowadził zbiórkę środków finansowych, otrzymując wsparcie materialne m.in. od późniejszego świętego prawosławnego, Jana Kronsztadzkiego. Szkoła rozpoczęła swoją działalność w październiku 1898. Dyrektorem placówki został ks. Kulbusch. 
W 1898 kapłan założył w Petersburgu Bractwo św. Izydora Jurjewskiego, którego zadaniem było skupianie prawosławnych Estończyków, wydawanie publikacji religijnych w tym języku, a także udzielanie wsparcia materialnego najuboższym. Ks. Kulbusch zyskał również reputację znakomitego kaznodziei i objął szereg funkcji administracyjnych w eparchii petersburskiej. W latach 1903–1907 została wzniesiona cerkiew parafialna, której patronem został św. Izydor Jurjewski, a o której budowę kapłan zabiegał od początku swojej pracy duszpasterskiej. Ze względu na doskonałą opinię, jaką cieszył się duchowny, kilkakrotnie proponowano mu złożenie ślubów zakonnych i objęcie katedry biskupiej. Za każdym razem ks. Kulbusch odmawiał. Zgodził się jedynie zostać dziekanem estońskich parafii w eparchii petersburskiej, których liczba w XX stuleciu wzrosła do dwunastu. Swoją decyzję motywował chęcią skupieniu się jedynie na pracy wśród prawosławnych Estończyków.

### Biskup
8 sierpnia 1917 w Tartu, na zjeździe duchowieństwa i świeckich eparchii ryskiej, oprócz wyboru delegatów na Sobór Lokalny Rosyjskiego Kościoła Prawosławnego, postanowiono przedstawić władzom kościelnym projekt powołania wikariatu rewelskiego, który gromadziłby wszystkie etnicznie estońskie parafie prawosławne na terenie eparchii. Jako kandydata na biskupa rewelskiego, wikariusza eparchii ryskiej zgłoszono ks. Kulbuscha. Sobór Lokalny pozytywnie rozpatrzył prośbę, zaś nowo wybrany patriarcha Moskwy i całej Rusi Tichon z wielkim uznaniem wypowiadał się o przyszłym biskupie. 
Ks. Kulbusch przyjął przedstawioną mu propozycję. Złożył śluby zakonne, przyjmując imię Platon, zaś 31 grudnia 1917 przyjął chirotonię biskupią z rąk metropolity petersburskiego i gdowskiego Beniamina oraz biskupa łuskiego Artemiusza. Ceremonia miała miejsce w soborze św. Aleksandra Newskiego w Tallinnie. Sobór Biskupów Rosyjskiego Kościoła Prawosławnego powierzył nowo wyświęconemu hierarsze tymczasowy zarząd całej eparchii ryskiej z tymczasową siedzibą w Tartu. Biskup Platon natychmiast po objęciu urzędu zaczął działać na rzecz odbudowy sieci prawosławnych parafii na ziemiach łotewskich i estońskich, mimo trudności, jakich doznawał w tym zakresie ze stron okupacyjnych wojsk niemieckich, utrudniających mu poruszanie się po kraju. W listopadzie 1918 zachorował na grypę hiszpankę.

### Śmierć i upamiętnienie

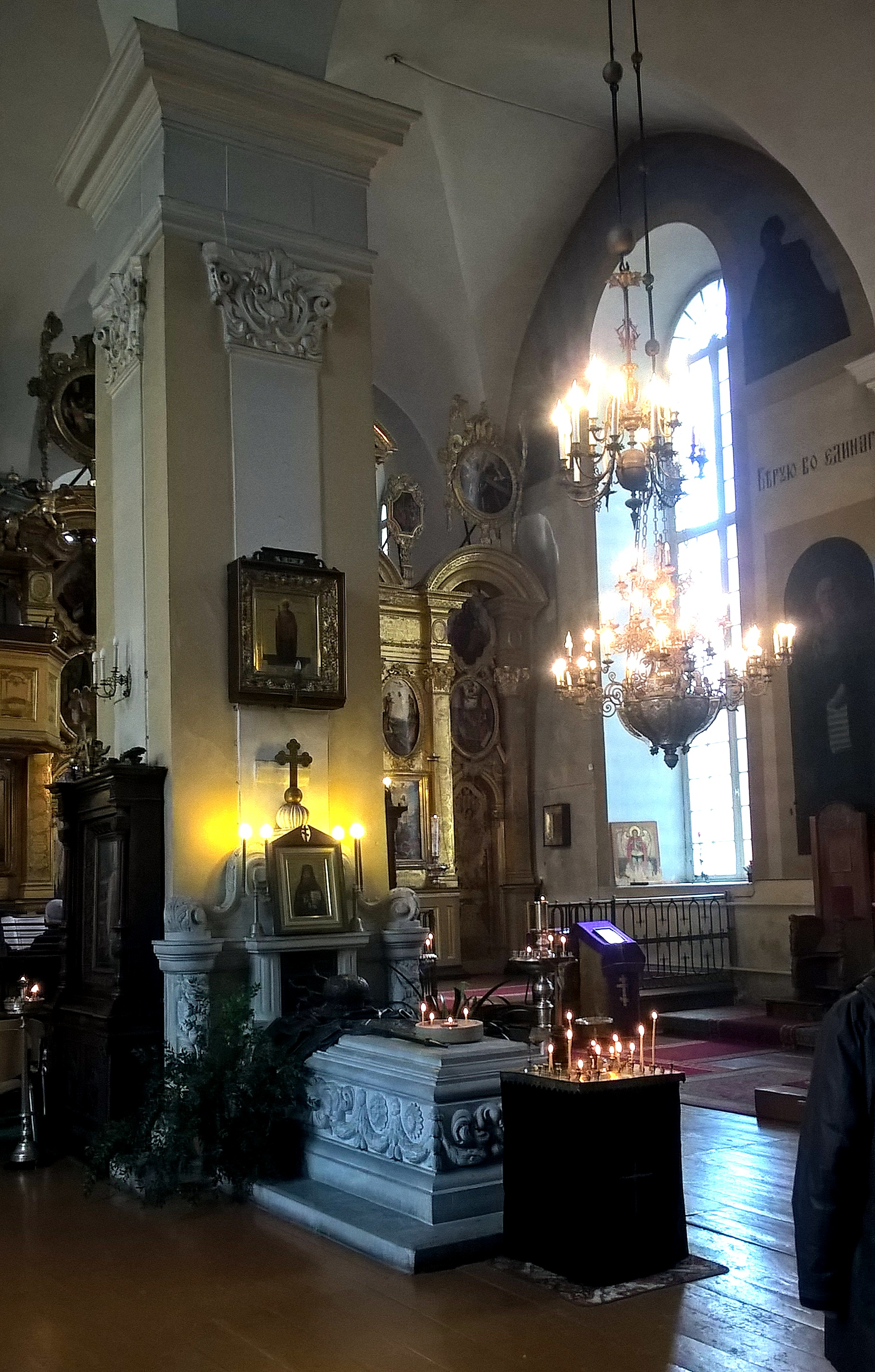
Nagrobek biskupa Platona w soborze Przemienienia Pańskiego w Tallinnie

22 grudnia 1918, w czasie wojny estońsko-bolszewickiej, miasto Tartu zostało zajęte przez bolszewików w czasie ich ofensywy w kierunku zachodnim. Władzę przejęła Estońska Komuna Ludu Pracującego, rząd złożony z estońskich zwolenników rewolucji październikowej. 2 stycznia 1919 organ ten wydał nakaz aresztowania biskupa Platona, który mimo choroby został razem z grupą innych uwięzionych osadzony w budynku Banku Kredytowego. W następnych dniach, gdy wyparcie bolszewików z Tartu stało się nieuniknione, komisarze Komuny wybrali z grupy uwięzionych 20 osób, w tym biskupa, które zostały bez sądu zamordowane w piwnicy banku. Ciało biskupa Platona (Kulbuscha), odnalezione po 14 stycznia, gdy do miasta weszły wojska estońskie, miało na sobie 7 ran kłutych i 4 postrzałowe. Twarz hierarchy była zmasakrowana; biskup został rozpoznany jedynie po noszonej na szyi panagii. Razem z nim zginęło dwóch innych kapłanów prawosławnych: Mihail Bleive i Nikołaj Bieżanicki.
18 stycznia 1919 w soborze Zaśnięcia Matki Bożej w Tartu miało miejsce nabożeństwo pogrzebowe, zaś ciało biskupa pochowano 9 lutego w soborze Przemienienia Pańskiego w Tallinnie. W 1929 w pobliżu soboru zostało wzniesione popiersie hierarchy. Dwa lata później, przy finansowym udziale państwa, w miejscu pochówku hierarchy wykonano marmurowy sarkofag. 
W 2000 Sobór Biskupów Rosyjskiego Kościoła Prawosławnego zaliczył biskupa Platona (Kulbuscha) w poczet Soboru Świętych Nowomęczenników i Wyznawców Rosyjskich. W tym samym roku kanonizował go Patriarchat Konstantynopolitański.